# Верто
Верто́ (фр. Vertault) — коммуна во Франции, находится в регионе Бургундия. Департамент коммуны — Кот-д’Ор. Входит в состав кантона Лень. Округ коммуны — Монбар.
Код INSEE коммуны — 21671.

## Население
Население коммуны на 2010 год составляло 54 человека.
| 1962 | 1968 | 1975 | 1982 | 1990 | 1999 | 2010 |
| ---- | ---- | ---- | ---- | ---- | ---- | ---- |
| 85   | 94   | 77   | 52   | 42   | 51   | 54   |

## Экономика
В 2010 году среди 31 человека трудоспособного возраста (15—64 лет) 21 были экономически активными, 10 — неактивными (показатель активности — 67,7 %, в 1999 году было 62,1 %). Из 21 активных жителей работали 19 человек (13 мужчин и 6 женщин), безработных было 2 (0 мужчин и 2 женщины). Среди 10 неактивных 1 человек был учеником или студентом, 7 — пенсионерами, 2 были неактивными по другим причинам.